# Йоганна фон Путткамер

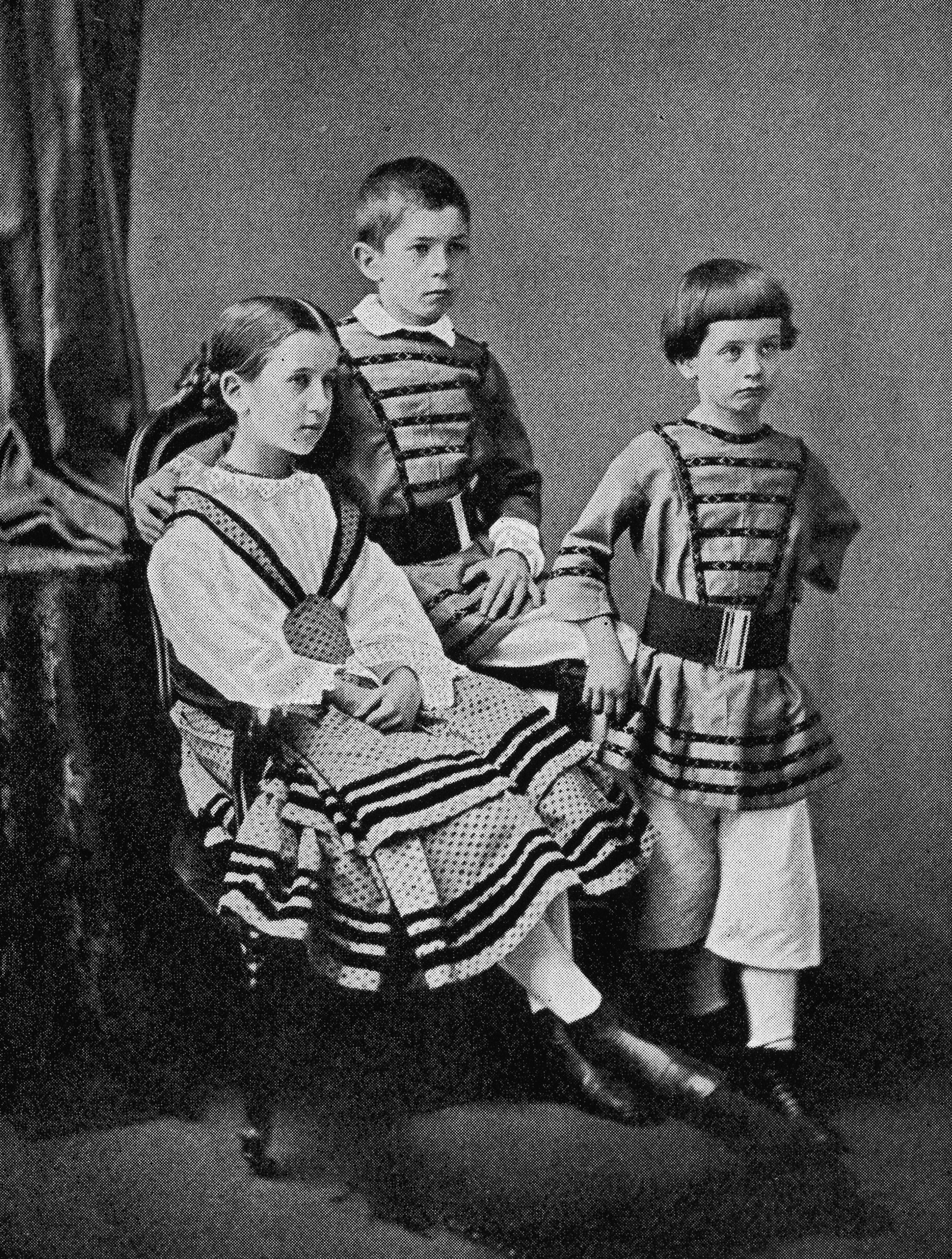
Марія, Герберт і Вільгельм фон Бісмарки, 1855

Йоганна Фридеріка Шарлотта Доротея Елеонора фон Бісмарк, уроджена фон Путткамер (11 квітня 1824, Гут Райнфельд — 27 листопада 1894, Варцино) — дружина німецького державного діяча Отто фон Бісмарка.

## Біографія
Йоганна фон Путткамер була єдиною донькою подружжя та зростала в будинку та в оточенні протестантів-пієтів. Старший брат Франц помер у віці п'яти років. Її батьки Генріх фон Путткамер (народився 27 вересня 1789 року , † 3 листопада 1871) і Агнесе Луітґарда фон Глазенап (народилась 17 жовтня 1799 року, † 5 вересня 1863), одружились 1 грудня 1819 р. в Ґраменці.
21 грудня 1846 року Отто фон Бісмарк попросив руки Йоганни у її батька в дипломатично стилізованому та риторично барвистому листі. Весілля відбулася 28 липня 1847 року в Райнфельді, через рік з'явилась на світ перша дитина, Марі (народилась 21 серпня 1848 року, † 8 лютого 1926 року; 1878 вийшла заміж за графа Куно з Ранцау), в грудні 1849 року з'явилась друга дитина, Герберт і в 1852 році народився Вільгельм.
Після смерті дружини Отто фон Бісмарк наказав поховати її в улюбленому місці відпочинку подружжя. Невеличкий дачний будинок був переобладнаний у каплицю, де і була похована труна з графинею. Пізніше її тіло було доставлено до Фрідріхсру, де вона була перепохована поряд із чоловіком.

## Портрети

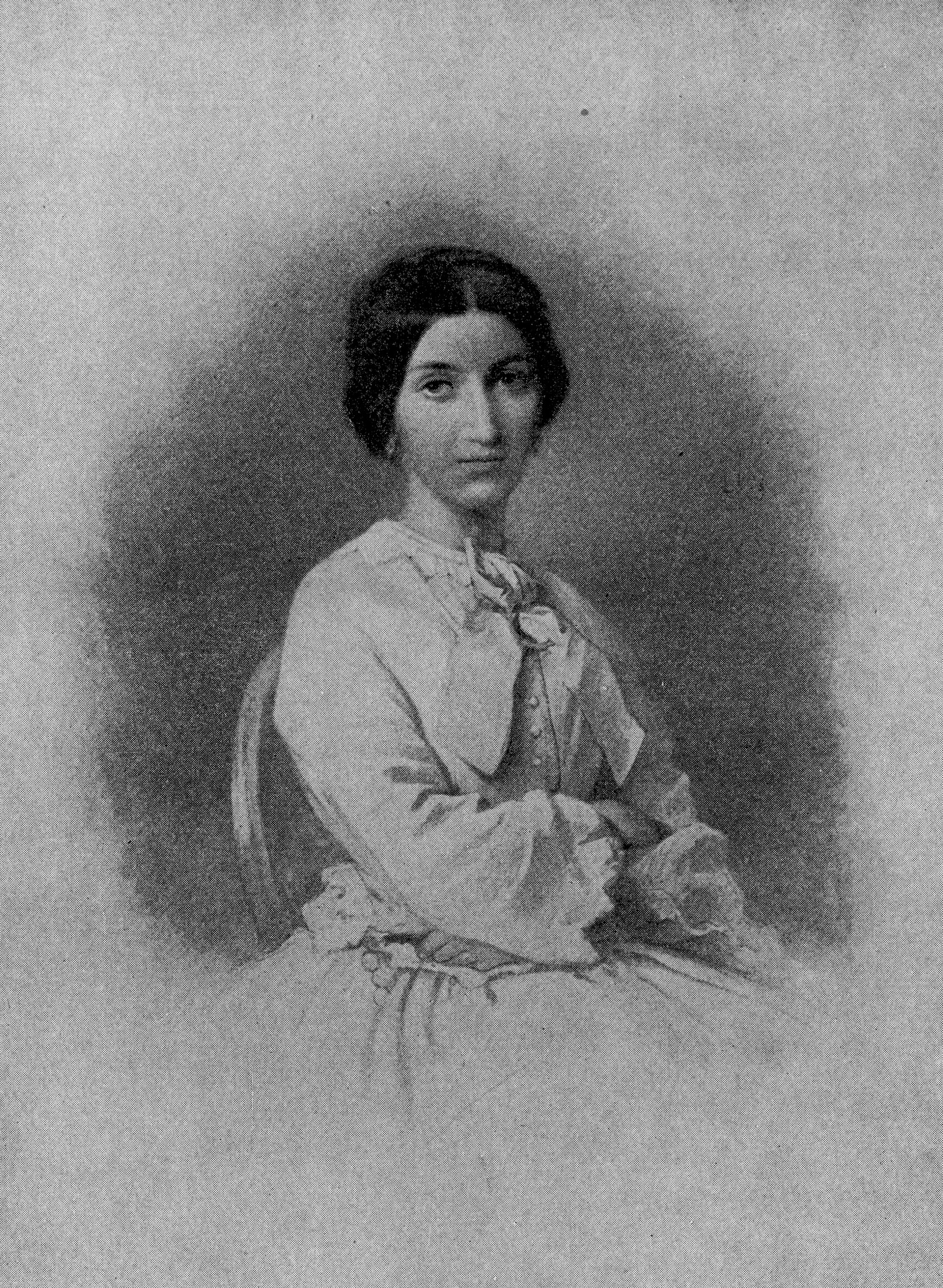
1840
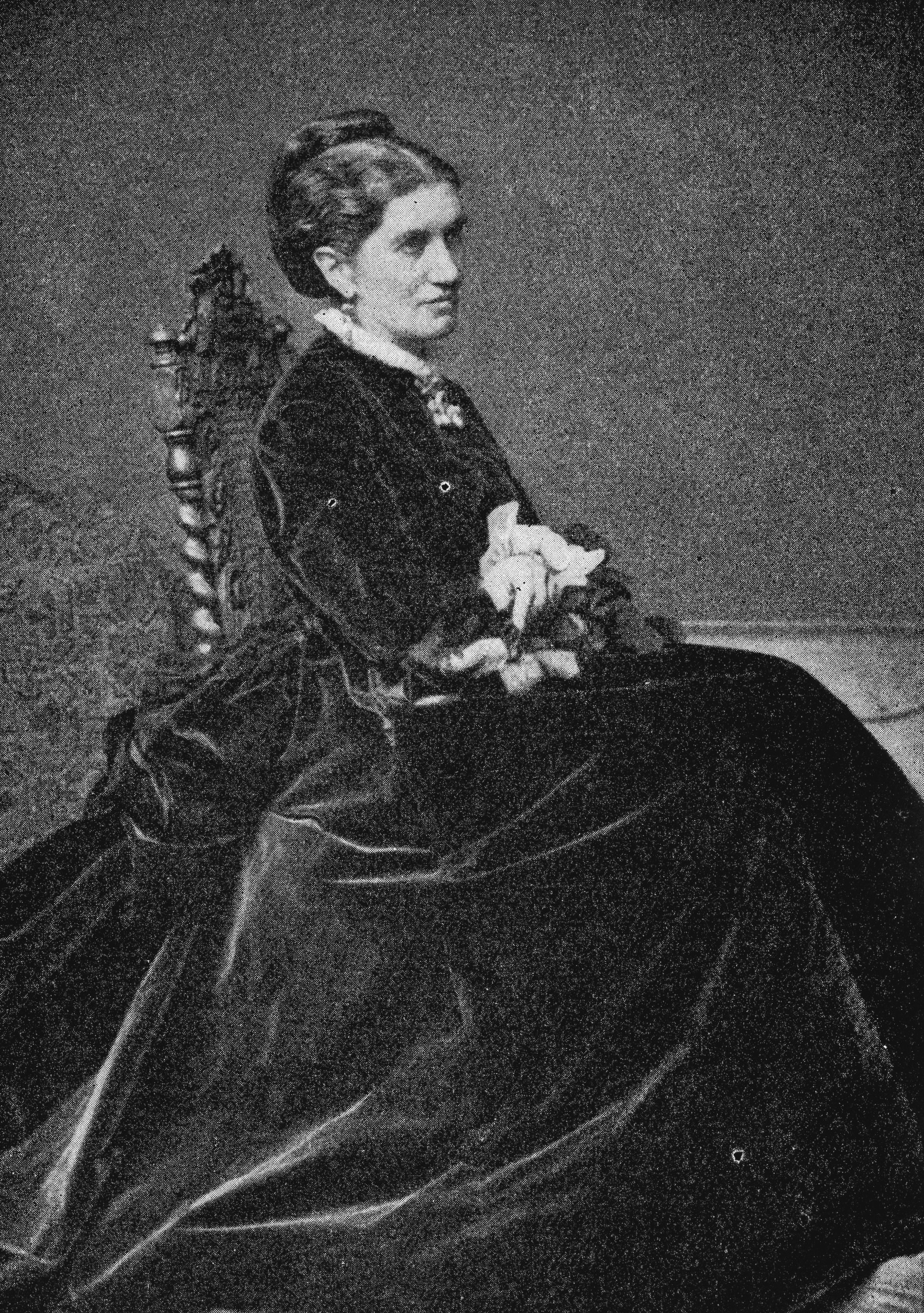
1878
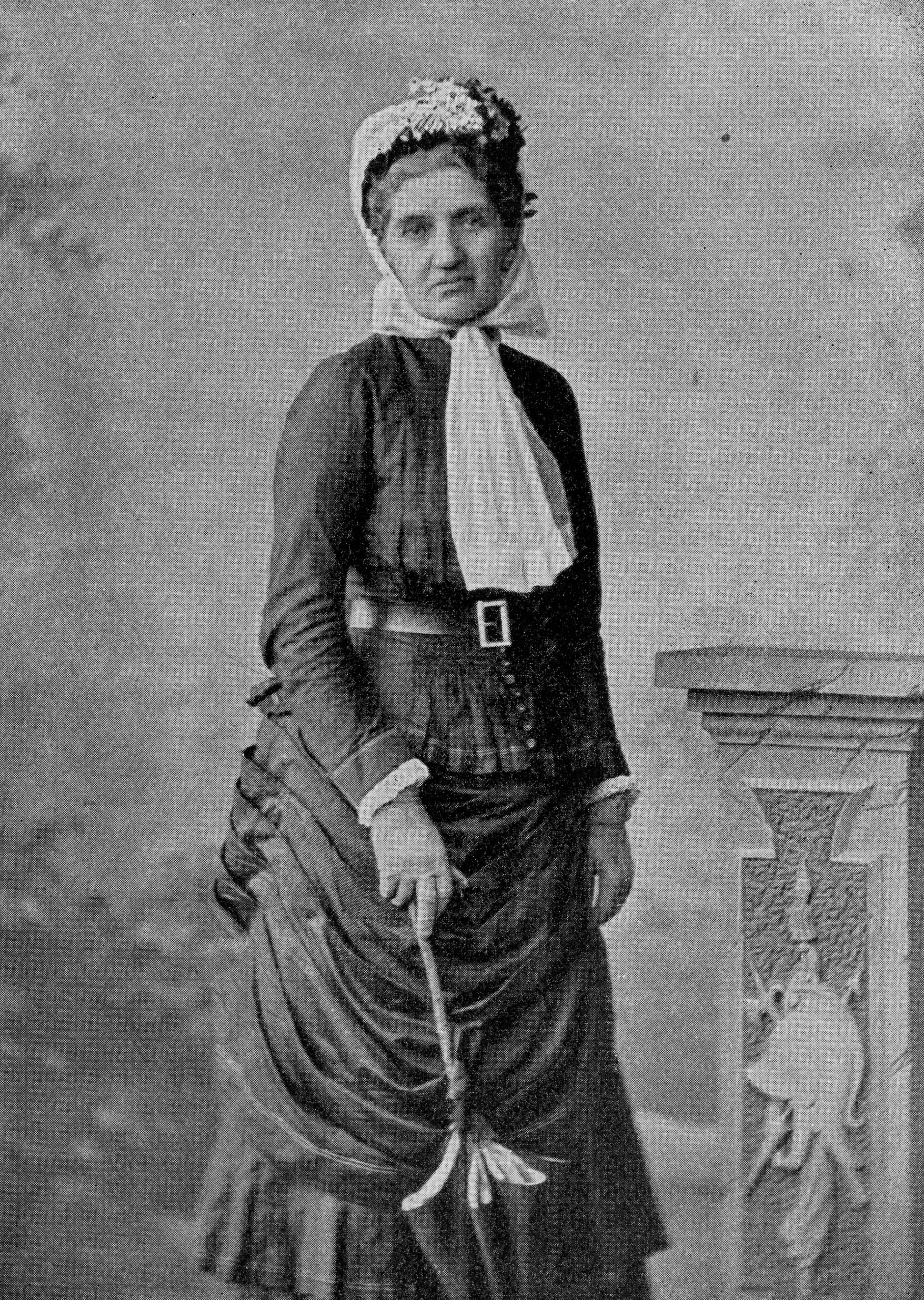
1885
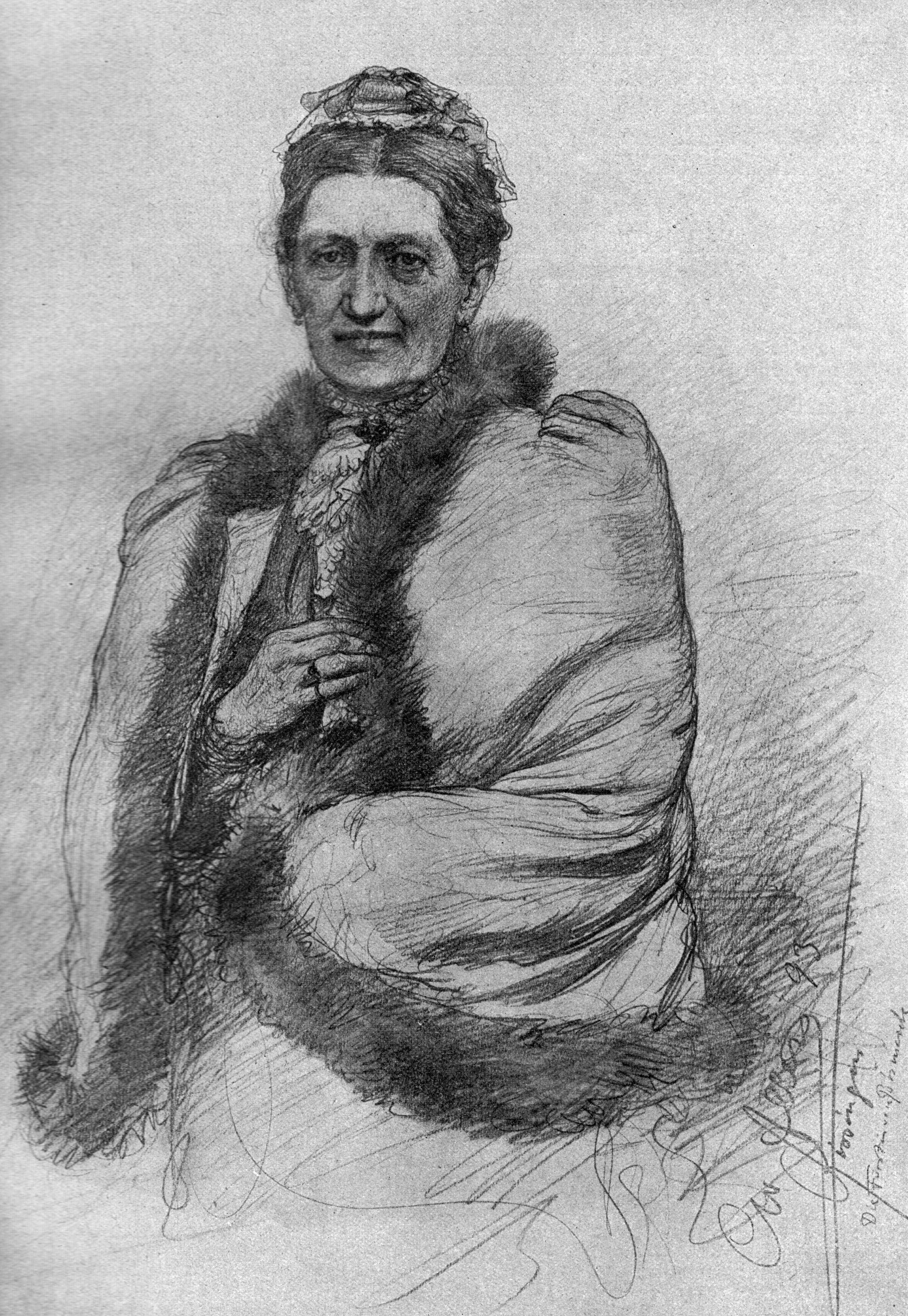
1893